# Steve LaTourette
Steven C. "Steve" LaTourette (Cleveland, 22 de julho de 1954 – McLean, 3 de agosto de 2016) foi um político americano que serviu como o representante dos EUA para o 19º distrito congressional de Ohio e em seguida 14º distrito congressional de Ohio de 1995 a 2013. Ele era um membro do partido republicano. Em 30 de julho de 2012, foi noticiado que ele iria se aposentar no final de seu mandato e não tentar a reeleição. Ele foi co-fundador, posteriormente, uma empresa de lobby.
Morreu em 3 de agosto de 2016, aos 62 anos, de câncer no pâncreas.